# Ceracis furcatus
Ceracis furcatus là một loài bọ cánh cứng trong họ Ciidae. Loài này được Bosc miêu tả khoa học năm 1791.